# Kasaï (région)
Pour les articles homonymes, voir Kasaï.

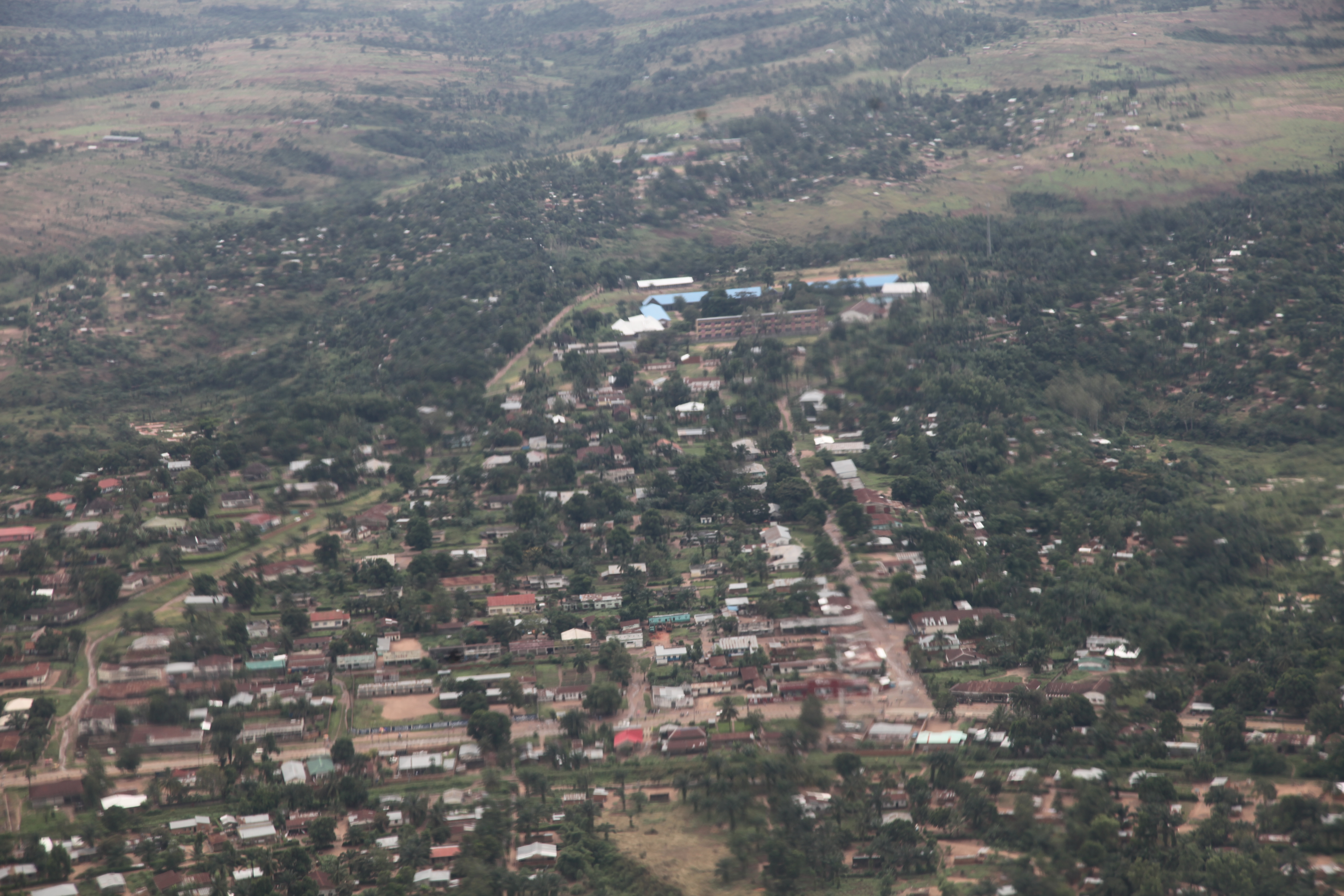
Carte illustrant de la ville du Kasaï-Oriental

Le terme Kasaï désigne la région géographique qui s'étend sur les provinces historiques du Kasaï-Oriental (aujourd'hui Kasaï oriental, Lomani et Sankuru) et du Kasaï-Occidental (aujourd'hui Kasaï et Kasaï central).